# Шапоньер, Жан-Этьен

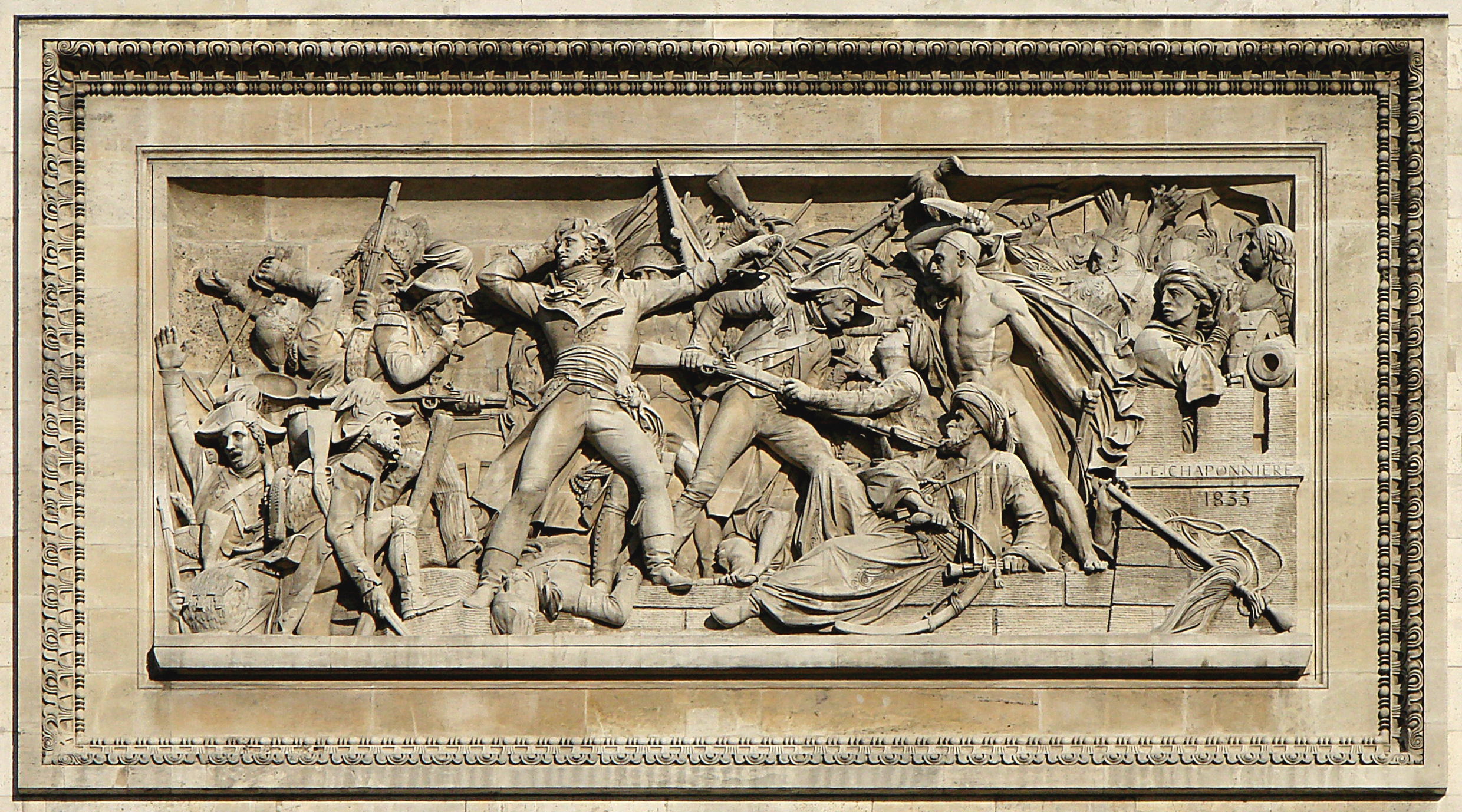
Взятие Александрии. Один из барельефов Триумфальной арки в Париже

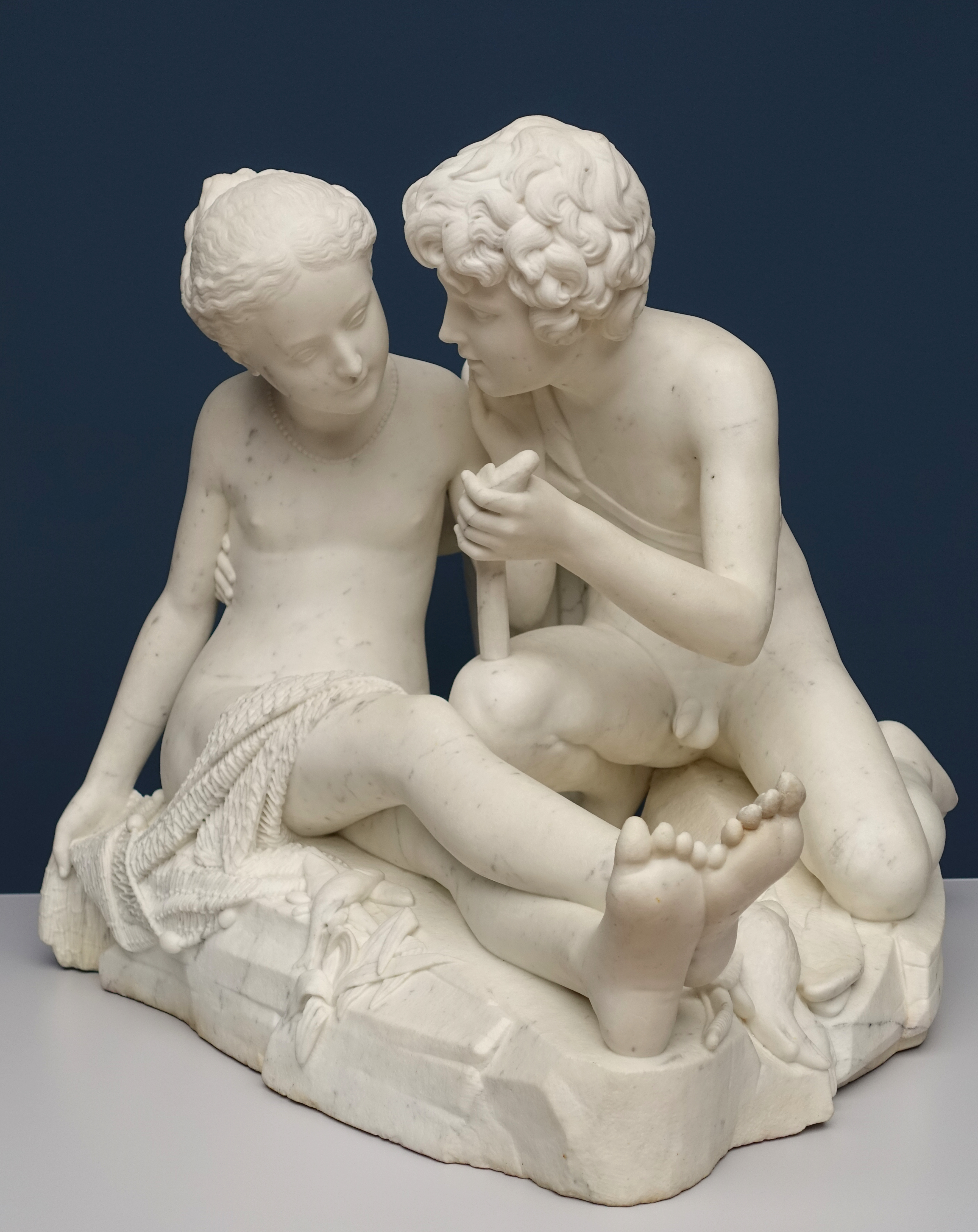
Дафнис и Хлоя, Вилла Вобан в Люксембурге, 1828

Жан-Этьен Шапоньер (фр. John-Étienne Chaponnière; 11 июля 1801, Женева — 19 июня 1835, Моннетье-Морне, Верхняя Савойя) — швейцарский скульптор, гравёр, живописец и рисовальщик эпохи романтизма.

## Биография

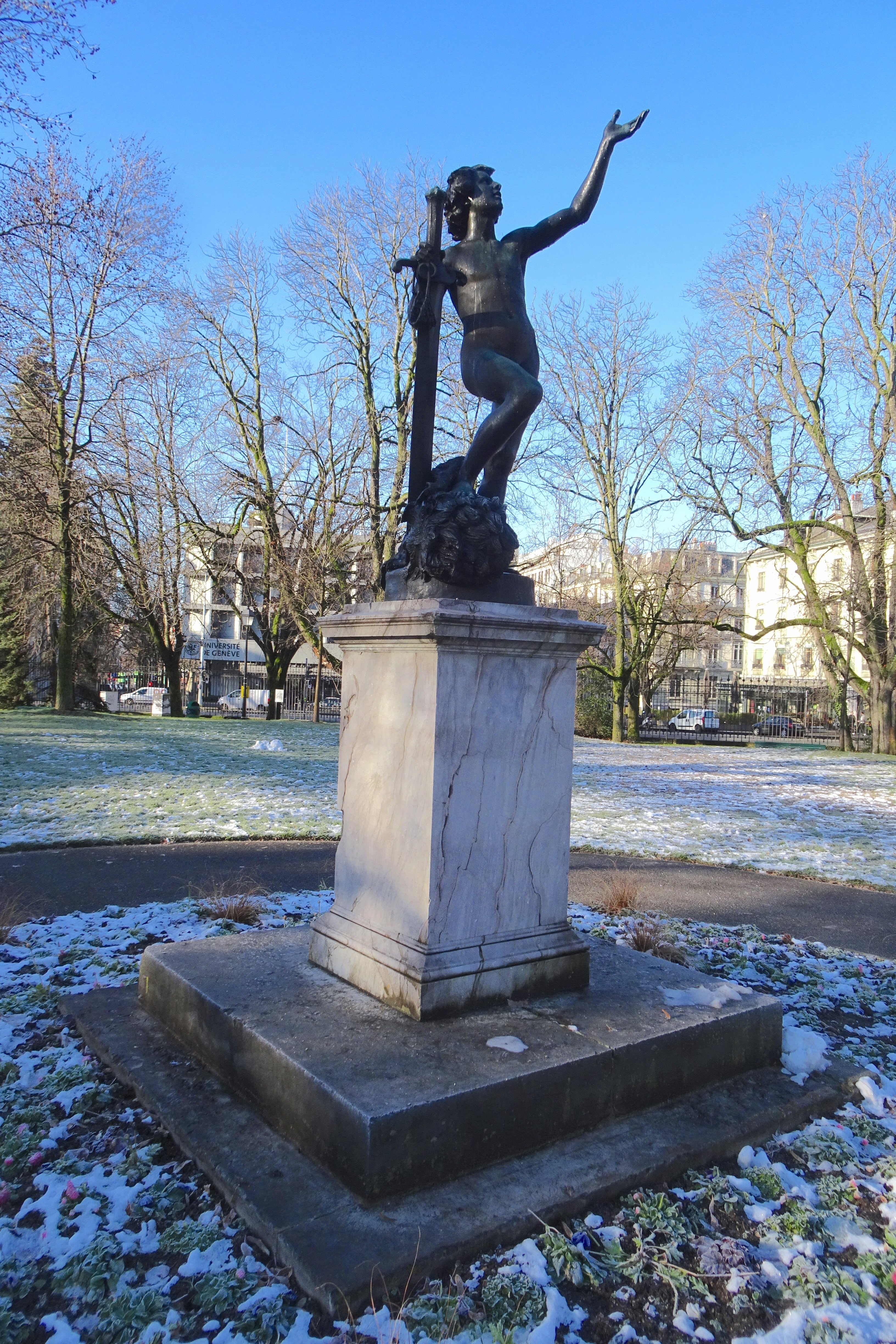
Давид, победивший Голиафа, парк Бастионов в Женеве

Учился в школе рисования в Женеве. Несколько лет изучал там гравировку часовых корпусов, прежде чем по совету своего учителя Джозефа Колларта перешёл к изготовлению медалей и скульптуре.
По совету президента Общества искусств Марка Огюста Пикте, в 20-летнем возрасте отправился в Париж и поступил в Школу изящных искусств. С 1824 года работал в мастерской Жан-Жака Прадье, разделявшего новаторский дух молодого художника. В 1826 году отправился в Италию. В 1826—1829 годах жил и творил в Неаполе.
Вернувшись в Женеву летом 1829 года, безуспешно пытался занять должность профессора скульптуры в Школе ваяния. В начале 1830 года уехал в Париж и сделал там карьеру. Выставлялся в 1831 и 1833 годах в Салонах. был награждён Золотой медалью Салона 1831 г., Почётными грамотами Салона 1833-1834 годов.
В 1833 году по поручению Адольфа Тьера создал один из барельефов Триумфальной арки в Париже.
Умер от туберкулёза.

## Память
- Одна из улиц в Женеве носит имя Шапоньера.